# Sidney Lumet
Sidney Lumet (Philadelphia, Pennsylvania, 1924. június 25. – New York, 2011. április 9.) Golden Globe-díjas amerikai filmrendező, filmproducer, forgatókönyvíró és színész. Gyerekszínészként kezdte a pályát. Az 1940-es évek végétől kezdett el a televízió számára dolgozni mint rendező. 1957-től mozifilmeket is rendez. Gyakran forgat irodalmi művek alapján. Még kevésbé jelentős filmjeiben is megfigyelhetők stílusának legfőbb jellegzetességei: az atmoszférateremtés, a hatásos cselekménybonyolítás, a kitűnő színészvezetés. Hosszan tartó művészi pályájának legemlékezetesebb alkotásait zömmel az 1960-as, 1970-es években készítette.

## Pályafutása

### A kezdetek

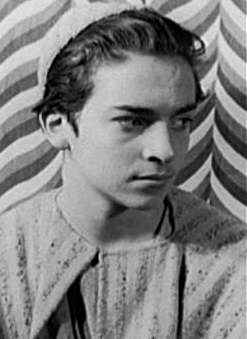
Lumet 1940-ben egy filmszerepben

Lumet édesapja Baruch Lumet színész (1898–1992), édesanyja Eugenia Wermus Lumet táncosnő. A kis Sidney négyéves korában lépett először színpadra a New York-i Zsidó Színházban. Az 1930-as évek közepétől a Broadway-n szerepelt, 1939-ben filmszerepet is kapott (One Third of a Nation). A Columbia Egyetemre járt. 1941 és 1946 között katonai szolgálatát töltötte. 1947-től az off-Broadway produkcióiban működött közre azzal a színtársulattal, melyben olyan későbbi sztárok szerepeltek, mint Yul Brynner és Eli Wallach, illetve a legendás Actors Studio azon művészei, akik nem értettek egyet a stúdióvezető Lee Strasberg elképzeléseivel. Színpadi gyakorlata ellenére először a televízióban kapott rendezői feladatot, már 1948-ban. (Színpadon 1955-ben rendezett először.) A CBS-hez kötötte szerződés, ahol igencsak elégedettek voltak vele, hiszen a Danger című sorozatból 150 (!) epizód megrendezését bízták rá, a You Are There című szériának pedig 26 részét készítette el, nem beszélve egyéb tévés megbízásairól.

### A filmművészet csúcsai felé

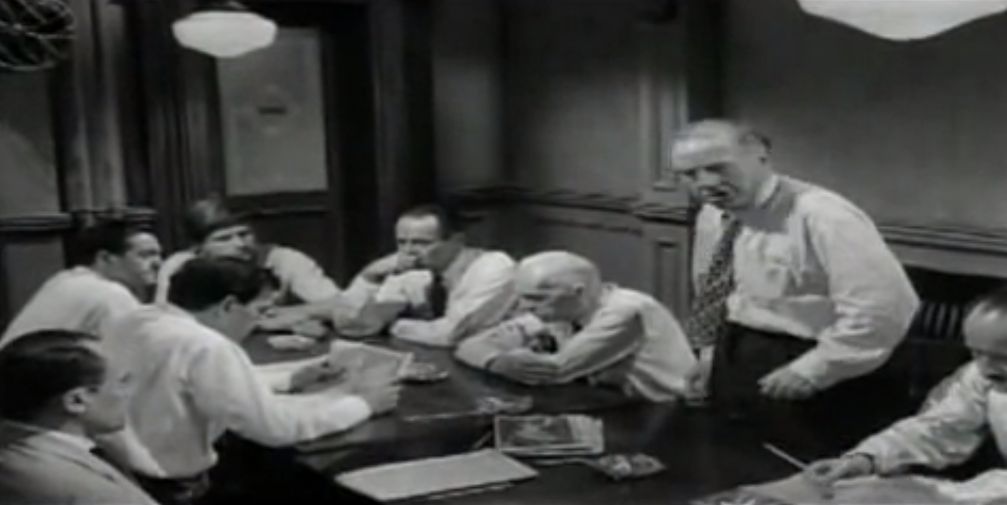
Jelenet a Tizenkét dühös emberből (1957)

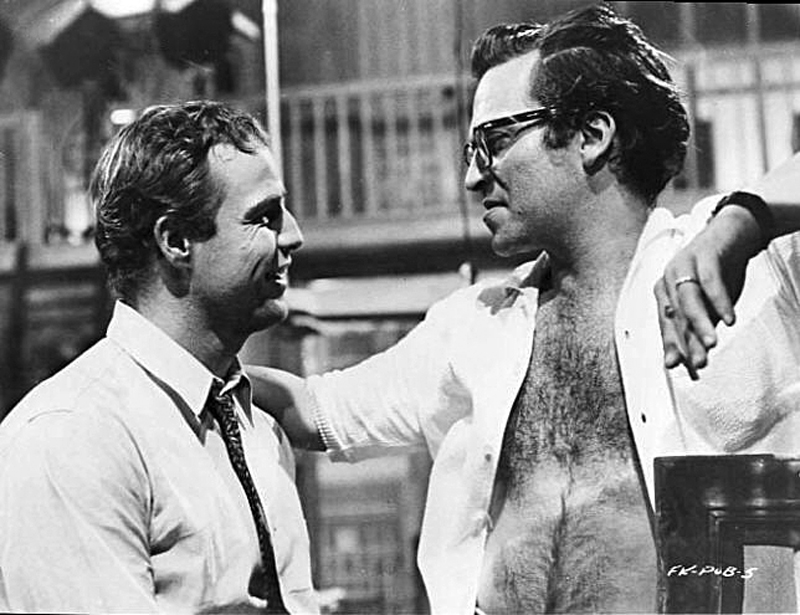
Marlon Brandóval 1959-ben az Orfeusz alászáll című film forgatásán

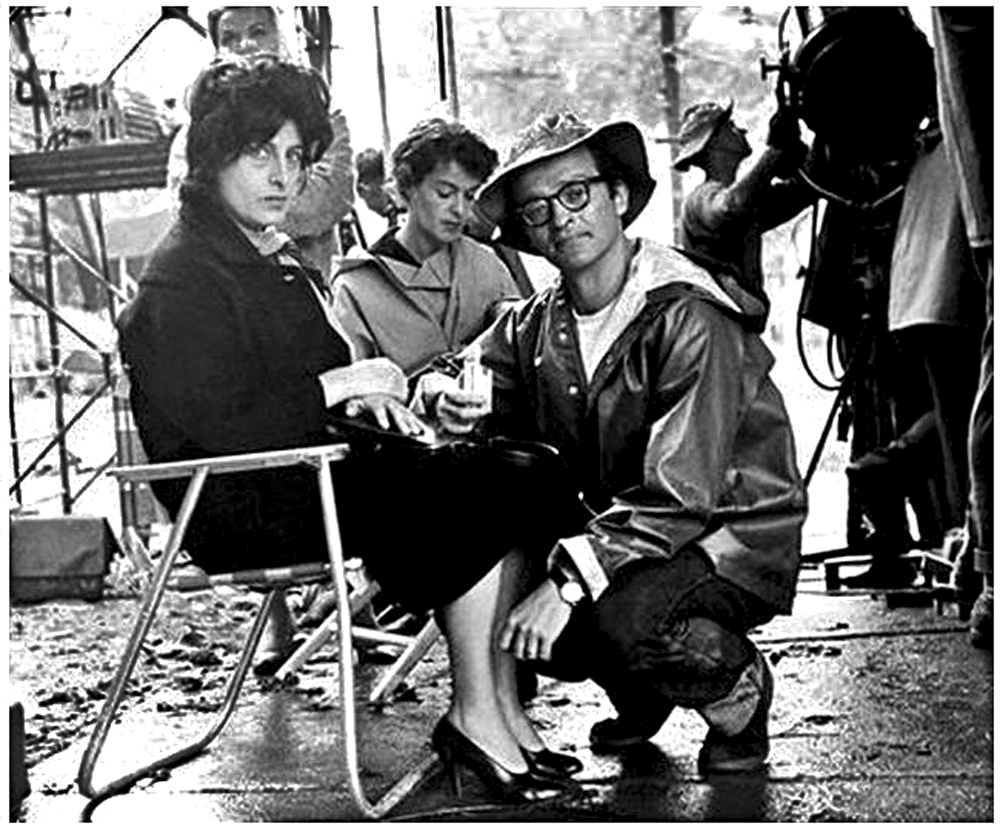
Anna Magnanival 1959-ben (Orfeusz alászáll)

Lumet 1957-ben rendezte első mozifilmjét Reginald Rose műve alapján, Tizenkét dühös ember címmel. A végig egyetlen helyszínen játszódó kamaradráma egy esküdtszéki tárgyalás eseményeit mutatja be. A 8. esküdtnek (Henry Fonda) kétségei támadnak a vádlott Puerto Ricó-i fiú bűnösségét illetően, és kételyeiről megpróbálja meggyőzni a társait is, akiket olyan színészek játszanak, mint például Martin Balsam, Lee J. Cobb és Jack Warden. A tárgyalótermi dráma nagy szakmai és közönségsikernek bizonyult, ezért innentől kezdve Lumet elsősorban a filmszínházak számára alkotott. Két kevésbé jelentős film után 1960-ban készült el az Orfeusz alászáll Tennessee Williams drámája nyomán, Marlon Brando, Anna Magnani és Joanne Woodward főszereplésével. Brando játszotta Xaviert, a sármos, de lecsúszott gitárost, aki egy déli kisvárosban próbál munkát találni, és közben boldogtalan asszonyokkal kerül kapcsolatba. Arthur Miller drámáján alapul az 1961-es Pillantás a hídról, amely olasz–francia koprodukcióban, zömmel azonban brooklyni helyszíneken készült az olasz Raf Vallone és a francia Jean Sorel főszereplésével. Kiemelkedő sikert aratott Eugene O’Neill Hosszú út az éjszakába (1962) című önéletrajzi jellegű művének filmváltozata Katharine Hepburn, Ralph Richardson és Jason Robards főszereplésével. A történet középpontjában egy széthullás előtt álló család áll, amelyben a szülők és a két fiú sem egymáson, sem saját magukon nem képesek segíteni, mindnyájan az önsajnálat foglyai. A zálogos (1964) főszereplője a holokauszt túlélője, aki képtelen a múlt nyomasztó emlékeitől megszabadulni. A főszerepben Rod Steiger nyújtott emlékezetes alakítást. A Bombabiztos (1964) bizonyos szempontból Stanley Kubrick ugyanakkor készült szatírájával, a Dr. Strangelove, avagy rájöttem, hogy nem kell félni a bombától, meg is lehet szeretnivel állítható párhuzamba. Lumet alkotásában meghibásodik egy katonai számítógép, és emiatt nukleáris bombázók indulnak el Moszkva felé. Az Elnök hiába próbálja visszafordíttatni a gépeket, a bombabiztos védelmi rendszer ezt nem teszi lehetővé. A domb (1965) Ray Rigby magyar nyelven is megjelent regényének megrázó erejű filmváltozata, amely egy katonai büntetőtelepen játszódik. A főhős, Joe Roberts megformálásával Sean Connery arra kapott lehetőséget, hogy kilépve akkori állandó szerepéből, a brit szuperügynök James Bond figurájából, egy merőben más jellegű filmben bizonyítsa sokoldalú színészi képességeit. John le Carré regénye alapján készült thriller az Ébresztő a halottnak (1966). A csoport (1966) kitűnő színésznői alakításokra épülő dráma, amely az 1930-as évek amerikai középosztályának életébe nyújt bepillantást. Csehov egyik leghíresebb művét, a Sirályt Lumet 1968-ban filmesítette meg. Tragikus szerelmi történet A találkozás (1969), melynek főszereplői Anouk Aimée, Omar Sharif és Kurt Weill özvegye, Lotte Lenya.

### A siker évtizede
Az 1970-es években Lumet egyértelműen feljutott a csúcsra. Ekkoriban készült filmjei nemcsak anyagilag, hanem szakmailag is sikeresek voltak, számos díjat elnyertek. Az Anderson-magnószalagok (1971) izgalmas bűnügyi történet Sean Connery és Martin Balsam főszereplésével, bizonyos motívumai Francis Ford Coppola 3 évvel későbbi remekművét, a Magánbeszélgetést előlegezik meg. Megtörtént eset alapján készült a Serpico (1973), melynek Al Pacino játszotta rendőr címszereplője a rendőrségen belüli korrupció ellen veszi fel a harcot. A ’70-es évek egyik legnagyobb sztárparádéját vonultatja fel a Gyilkosság az Orient Expresszen (1974), Agatha Christie krimijének hangulatos és elegáns filmváltozata. A cselekmény a 12 dühös emberhez hasonlóan egyetlen helyszínen játszódik (a címben szereplő expresszvonat első osztályú kocsijában), ahol Hercule Poirot-nak a lehető leghamarabb ki kell deríteni, ki ölte meg az egyik utast 12 késszúrással. Nincs könnyű dolga, mert kiderül, hogy a kocsi minden utasának volt valami indítéka a gyilkosság elkövetésére, és mindegyiküknek van valami titkolnivalója. A belga mesterdetektív szerepét Albert Finney formálta meg, az utasok között pedig olyan sztárok voltak, mint Lauren Bacall, Ingrid Bergman, Wendy Hiller, Vanessa Redgrave, Michael York, Jacqueline Bisset, Rachel Roberts, Anthony Perkins és Sean Connery. A Kánikulai délután (1975) ismét Al Pacino főszereplésével készült, sőt sokak szerint a színész ebben nyújtotta legjobb alakítását. A film egyébként szintén megtörtént esetet mond el, akárcsak a Serpico. A Pacino játszotta főszereplő csak azért rabol ki egy bankot, hogy nemi identitászavarban szenvedő barátja (John Cazale) nővé operáltathassa magát. A 10 percesre tervezett rablásból többórás túszdráma lesz, amelyet a televízió élő adásban közvetít. A következő film, a Hálózat (1976) témája már maga a televízió, általános értelemben a média hatalma. Howard Beale, a felettesei által már leírt idős tévés iránt hirtelen óriási lesz az érdeklődés, miután a férfi bejelenti, hogy élő adásban öngyilkosságot fog elkövetni. A nézettségért mindenre képes médiamogulok visszaengedik a képernyőre a lelkileg labilis férfit, amikor azonban új műsorának nézettsége is visszaesik, egy gátlástalan műsorigazgatónő kezdeményezésére élő adásban meggyilkoltatják, hogy ezzel egy újabb műsort indítsanak el, ezúttal a terroristákról. Lumet – mint erről szó volt – maga is televíziósként kezdte a rendezői pályát, belülről ismerte a televíziózás világát, ami médiakritikájának külön nyomatékot adott. Sokan vélték akkoriban úgy, hogy a Hálózat félig-meddig sci-fi, a bemutató óta eltelt évtizedek azonban sajnos sok mindenben igazolták a filmben látottakat. A Hálózathoz egy szomorú rekord is kapcsolódik: a Beale-t játszó Peter Finch nem érte meg a bemutatót, ő volt az első színész, aki posztumusz kapott Oscar-díjat. A szereplők közül Faye Dunaway és Beatrice Straight kapott még Oscart, a szereposztásból azonban William Holden és Robert Duvall nevét is ki kell emelni. Peter Shaffer Magyarországon sem ismeretlen színdarabjából készült az Equus (1977), Richard Burton és Peter Firth főszereplésével, akik filmbeli szerepeiket korábban színpadon is nagy sikerrel játszották. Martin Dysart pszichiáter (Burton) barátja felkérésére kezd el foglalkozni a 17 esztendős Alannel (Firth), akit szörnyű cselekedettel vádolnak: brutális módon megvakított hat lovat. Dysart megpróbálja feltárni a tett indítékait, és munkája során saját életének problémáival és hazugságaival is kénytelen szembenézni. A Wiz (1978) tulajdonképpen a klasszikus mesefilm, az Óz, a csodák csodája (1939) modernizált remake-je, színes bőrű szereplőkkel, köztük az énekes sztár Diana Ross, a még gyerek Michael Jackson és a komikusként ismert Richard Pryor. A koncepció tagadhatatlanul figyelemre méltó volt, a megvalósítás sem érdektelen, a fogadtatás azonban hűvös volt: a film megbukott.

### Az 1980-as évektől napjainkig
Az 1980-as évek elején Lumet visszatért bevált témáihoz és helyszíneihez. A Serpico világát idézte A város hercege (1981) című dráma, melynek rendőr főhőse (Treat Williams) a New York-i kábítószer-maffia ellen veszi fel a harcot, ám nem könnyű a bűnözők között becsületesnek maradni. A Halálcsapda (1982) Ira Levin színdarabja alapján készült, gyakorlatilag egyetlen helyszínen játszódó bűnügyi film, melyben Michael Caine, Christopher Reeve és Dyan Cannon alakítását élvezhették a nézők. A téma már akkor sem volt újdonság: a valaha sikeres író megbukik új művével, és úgy tűnik, a feledés vár rá, mígnem megkapja egy volt tanítványa kéziratát, amely biztos sikernek ígérkezik. Csak éppen a fiatal szerzőt kéne valahogy eltenni láb alól… Tárgyalótermi dráma Az ítélet (1982), melynek alkoholista főhősét Paul Newman alakítja, partnernője Charlotte Rampling. A filmet több kategóriában jelölték Oscar- és Golden Globe-díjra, ám ennek ellenére Lumet lassan kezdett divatjamúlttá válni. Szakmai erényeit ugyan megőrizte és későbbi filmjeiben is megcsillogtatta, ám sem alkotói módszereiben, sem témaválasztásaiban nem tudott vagy nem akart megújulni. Alkoholista főszereplő – ezúttal Jane Fonda alakításában – áll a Másnap reggel (1986) cselekményének középpontjában is. Alexnek fogalma sincs arról, hogy ki az az alkalmi férfi ismerőse, akit másnap reggel késsel a szívében talál maga mellett az ágyban, azt meg végképp nem sejti, hogy ki és miért követte el a gyilkosságot. A Jeff Bridges megformálta nyomozó azonban segít a rejtély tisztázásában. Az Üresjárat (1988) az 1960-as években játszódik, amikor a Pope család az FBI elől menekülve végigutazza az Egyesült Államokat, és az állandó menekülésben a család lassan szétzilálódik. A film nagy meglepetése a tragikus sorsú River Phoenix volt, akit alakításáért Oscar-díjra jelöltek. A Családi ügy (1989) főszereplői, a McMullen família három generációjának képviselői közös bankrablást terveznek, ám mondani sem kell, csak a terv egyszerű, a megvalósítás már nem. Főszereplők: Sean Connery, Dustin Hoffman és Matthew Broderick.
A Melanie Griffith főszereplésével készült Idegen közöttünk (1992) tulajdonképpen Peter Weir sikerfilmje, A kis szemtanú (1985) alapötletét variálja. A Bűnben égve (1993) egy újabb tárgyalótermi sztori, némi erotikával fűszerezve. A kiszámítható fordulatokkal operáló krimi főszerepeit Rebecca De Mornay és Don Johnson játszották, számos kritikus szerint nem túl meggyőzően. Ügyvéd a főszereplője a Manhattanre leszáll az éj (1997) című filmdrámának is, ám a szereposztás ezúttal parádésabb: Andy García, Richard Dreyfuss, Lena Olin és Ian Holm játsszák a főszerepeket. A történet A város hercegének tematikáját hozza vissza: a rendőrség és a kábítószer-maffia összefonódása áll az események középpontjában. Kínos bukás volt John Cassavetes közel 20 esztendős gengszterfilmjének remake-je, a Gloria (1999), melyben Gena Rowlands egykori szerepét Sharon Stone formálta meg. A bűnöző múltú Gloria nem rajong különösebben a gyerekekért, mégis védőszárnyai alá vesz egy kisfiút, akinek a családját lemészárolták, ám a gengsztereknek dolgozó apa a halála előtt egy kompromittáló floppyt bízott a gyermekére. Az alvilág mindent megtesz, hogy a lemezt megszerezze, Gloria azonban nem könnyű ellenfél. Az új évezred Lumet-filmjei közül a magyar közönség is láthatta a Védd magad! (2006) címűt, ami ismét egy tárgyalótermi alkotás. A történet az 1980-as években játszódik, témája az Egyesült Államok leghosszabb maffiapere. A főszerepet játszó Vin Diesel játékát számos kritikus kiemelten méltatta, ennek ellenére a színész sehol semmilyen díjat nem nyert ezért az alakításáért.

## Magánélet
Lumet négyszer nősült. 1949 és 1954 között Rita Gam színésznő volt a felesége. 1956-ban egy másik színésznőt, Gloria Vanderbiltet vette nőül, ám ez a házasság is válással ért véget, 1963-ban. Lumet 15 évig, 1963 és 1978 között élt házasságban Gail Lumet Buckley-val (Gail Jones), aki két gyermeket szült neki: Amy (* 1964) hangmérnök, Jenny (* 1967) színésznő. A rendező 1980-ban nősült negyedszer: Mary Gimbel immár bő negyedszázada a felesége.

## Mozifilmjei
- 1957 Tizenkét dühös ember (12 Angry Men)
- 1958 A ledöntött színpad (Stage Struck)
- 1959 Egy olyanfajta asszony (That Kind of Woman)
- 1959 Orfeusz alászáll (The Fugitive Kind)
- 1961 Pillantás a hídról (Vu du pont)
- 1962 Hosszú út az éjszakába (Long Day’s Journey Into Night)
- 1964 A zálogos (The Pawnbroker)
- 1964 Bombabiztos (Fail-Safe)
- 1965 A domb (The Hill)
- 1966 A csoport (The Group)
- 1966 Ébresztő a halottnak (The Deadly Affair)
- 1968 Viszontlátásra, Braverman (Bye Bye Braverman)
- 1968 Sirály (The Sea Gull)
- 1969 A találkozás (The Appointment)
- 1970 Last of the Mobile Hot Shots
- 1970 King: A Filmed Record… Montgomery to Memphis
- 1971 Az Anderson-magnószalagok (The Anderson Tapes)
- 1972 A támadás (The Offence)
- 1972 Gyerekjáték (Child’s Play)
- 1973 Serpico
- 1974 Drága Molly (Lovin’ Molly)
- 1974 Gyilkosság az Orient Expresszen (Murder on the Orient Express)
- 1975 Kánikulai délután (Dog Day Afternoon)
- 1976 Hálózat (Network)
- 1977 Equus
- 1978 A Wiz / A varázsló (The Wiz)
- 1980 Just Tell Me What You Want
- 1981 A város hercege (Prince of the City)
- 1982 Halálcsapda (Deathtrap)
- 1982 Az ítélet (The Verdict)
- 1983 Daniel
- 1984 És megszólal Garbo (Garbo Talks)
- 1986 Hatalom (Power)
- 1986 Másnap reggel (The Morning After)
- 1988 Üresjárat (Running on Empty)
- 1989 Családi ügy (Family Business)
- 1990 Hol az igazság? (a tévébemutatók alkalmával Alan Smithee néven)
- 1992 Idegen közöttünk (A Stranger Among Us)
- 1993 Bűnben égve (Guilty as Sin)
- 1997 Manhattanre leszáll az éj (Night Falls on Manhattan)
- 1997 Critical Care
- 1999 Gloria
- 2004 Rachel, quand du seigneur
- 2006 Védd magad! (Find Me Guilty)
- 2007 Mielőtt az ördög rádtalál (Before the Devil Knows You’re Dead)
- 2009 Getting Out

## Fontosabb díjak és jelölések

### Oscar-díj
- 1958 jelölés Tizenkét dühös ember (legjobb rendező)
- 1976 jelölés Kánikulai délután (legjobb rendező)
- 1977 jelölés Hálózat (legjobb rendező)
- 1982 jelölés A város hercege (legjobb forgatókönyv, vele együtt jelölve: Jay Presson Allen)
- 1983 jelölés Az ítélet (legjobb rendező)
- 2005 életműdíj

### Golden Globe-díj
- 1958 jelölés Tizenkét dühös ember (legjobb rendező)
- 1976 jelölés Kánikulai délután (legjobb rendező)
- 1977 díj Hálózat (legjobb rendező)
- 1982 jelölés A város hercege (legjobb rendező)
- 1983 jelölés Az ítélet (legjobb rendező)
- 1989 jelölés Üresjárat (legjobb rendező)

### BAFTA-díj
- 1966 jelölés Bombabiztos (UN-díj)
- 1966 jelölés A domb (legjobb brit film, legjobb adaptált film)
- 1967 jelölés A zálogos (UN-díj)
- 1968 jelölés Ébresztő a halottnak (legjobb brit film)
- 1975 jelölés Gyilkosság az Orient Expresszen, Serpico (legjobb rendező)
- 1976 jelölés Kánikulai délután (legjobb rendező)
- 1978 jelölés Hálózat (legjobb rendező)

### Amerikai Rendezők Szövetsége díja
- 1958 jelölés Tizenkét dühös ember (legjobb rendező)
- 1963 jelölés Hosszú út az éjszakába (legjobb rendező)
- 1966 jelölés A zálogos (legjobb rendező)
- 1974 jelölés Serpico (legjobb rendező)
- 1975 jelölés Gyilkosság az Orient Expresszen (legjobb rendező)
- 1976 jelölés Kánikulai délután (legjobb rendező)
- 1977 jelölés Hálózat (legjobb rendező)
- 1989 Tiszteletbeli életműdíj
- 1993 Életműdíj

### Ezüst Szalag díj
- 1958 díj Tizenkét dühös ember (legjobb rendező, külföldi film)

### Kinema Junpo-díj
- 1960 díj Tizenkét dühös ember (legjobb külföldi film)

### Berlini filmfesztivál
- 1957 díj Tizenkét dühös ember (Arany Medve díj, OCIC-díj)
- 1959 jelölés Egy olyanfajta asszony (Arany Medve díj)
- 1964 jelölés A zálogos (Arany Medve díj)
- 1964 díj A zálogos (FIPRESCI-díj)
- 1966 jelölés A csoport (Arany Medve díj)
- 2006 jelölés Védd magad! (Arany Medve díj)

### Cannes-i filmfesztivál
- 1962 jelölés Hosszú út az éjszakába (Arany Pálma-jelölés)
- 1965 jelölés A domb (Arany Pálma-jelölés)
- 1969 jelölés A találkozás (Arany Pálma-jelölés)
- 1992 jelölés Idegen közöttünk (Arany Pálma-jelölés)

### San Sebastián-i filmfesztivál
- 1960 díj Orfeusz alászáll (Ezüst Kagyló díj)

### Velencei filmfesztivál
- 1981 díj A város hercege (Pasinetti-díj a legjobb filmnek)

## Magyarul megjelent művei
- Hogyan készül a film?; ford. Gecsényi Györgyi, utószó Báron György; Európa, Bp., 1997